# Kassa–Muszyna-vasútvonal
A 188-as számú Kassa–Muszyna-vasútvonal egy egyvágányú, villamosított vasútvonal Szlovákiában, mely Kassát és a lengyelországi Muszyna városát köti össze Eperjesen és Palocsán keresztül. 

## Története
A 19. század végén merült fel igényként Magyarország északkeleti területeinek bekapcsolása a vasúti közlekedésbe. A tervek szerint Galícia irányába épült volna összeköttetés, mégpedig a Duklai-hágón keresztül Przemyśl irányába. Erről letettek, az a vonal Lupków felé épült meg, helyette 1870-ben elhatározták, hogy Eperjes és Tarnó (Tarnów) közt kell vasúti kapcsolatot létesíteni, Palocsán és Muszynán keresztül. Az építkezést a bécsi Union Bank finanszírozta, és ők kaptak koncessziót a vonal üzemeltetésére is a Magyarország területére eső részeken. 1873. április 3-án elkészült az Orlóig tartó szakasz, majd 1874-ben az Orló–országhatár szakasz is, de ezt csak akkor helyezték üzembe, amikor a másik oldalon megépült a Tarnó felé összeköttetést biztosító szakasz.
Habár a vonal Kassától indult, mai kiindulópontja Sároskőszeg (Kysak). 1977-ben Sároskőszeg és Eperjes, 1988-ban Palocsa és Muszyna között, 1997-ben Eperjes és Palocsa között villamosították.
A vonalon jelenleg Ágcsernyő, Kassa és Eperjes, valamint Kassa és Héthárs között járnak a vonatok, egyes kassai vonatok Palocsán keresztül Ólublóig közlekednek. Muszyna felé jellemzően Poprád felől érkező határátlépő vonatok járnak. Érsekújvár és Prága velé expresszvonatok is közlekednek Eperjesről.

## Az állomások képei

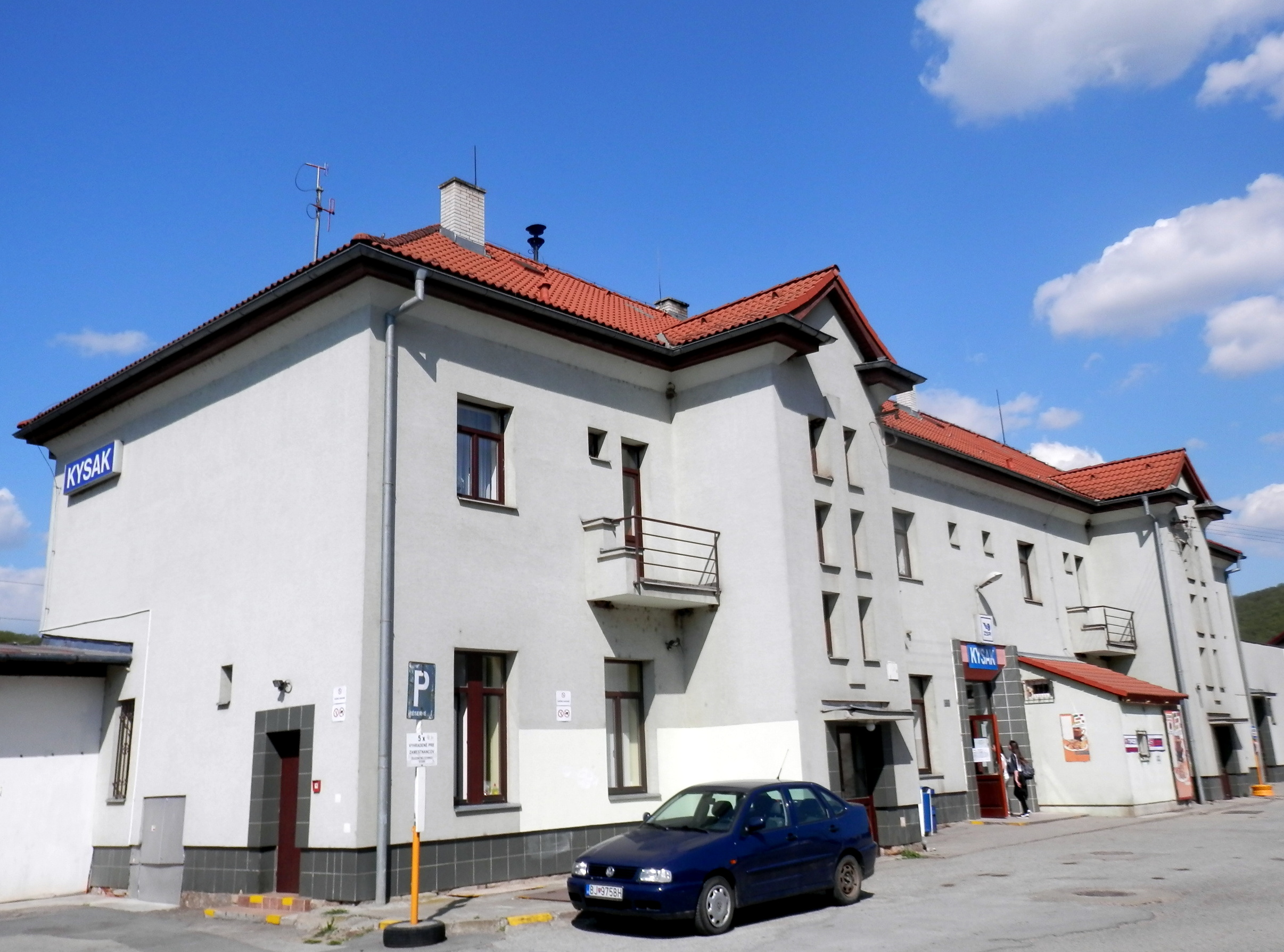
Sároskőszeg
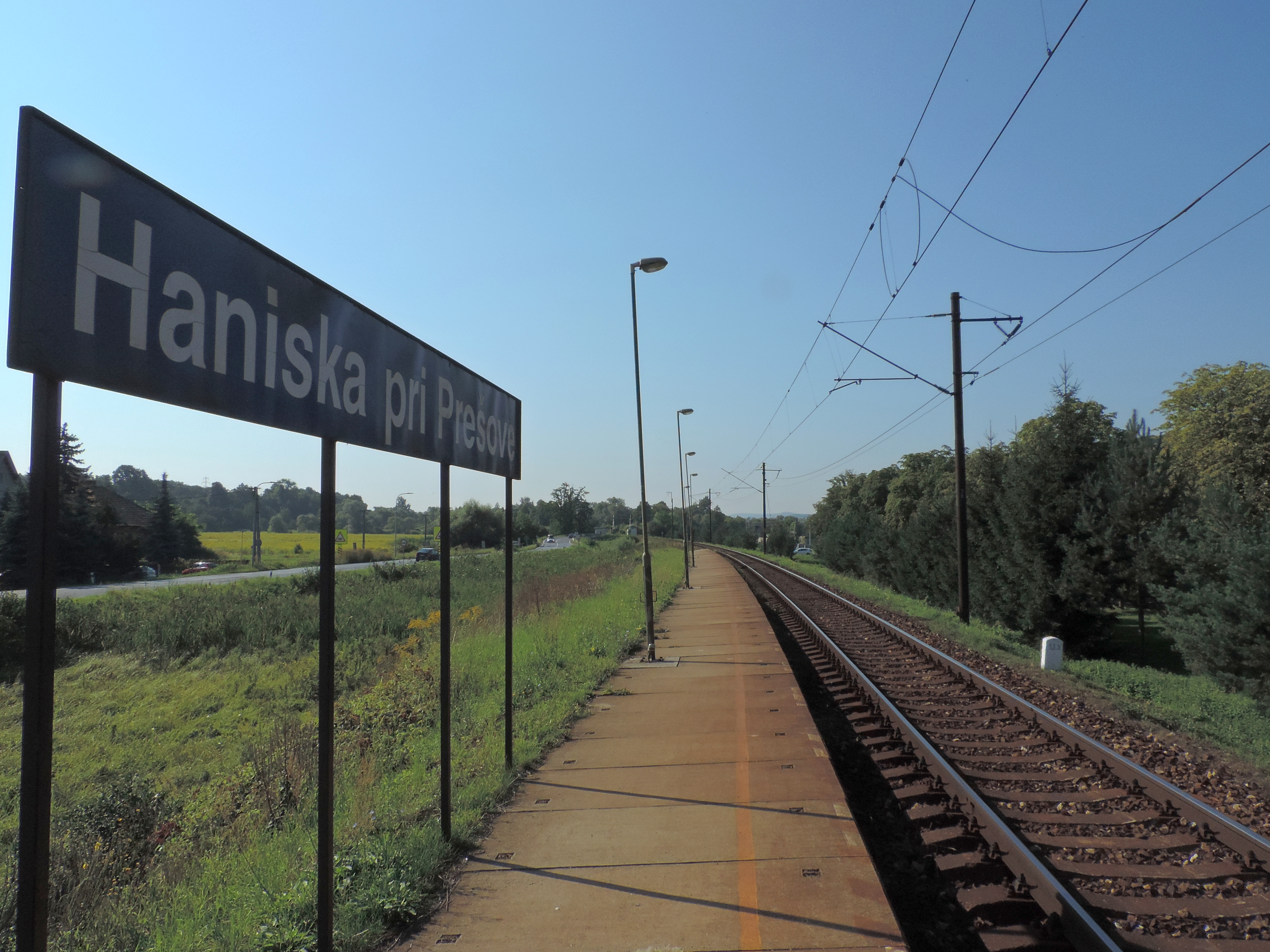
Eperjesenyicke
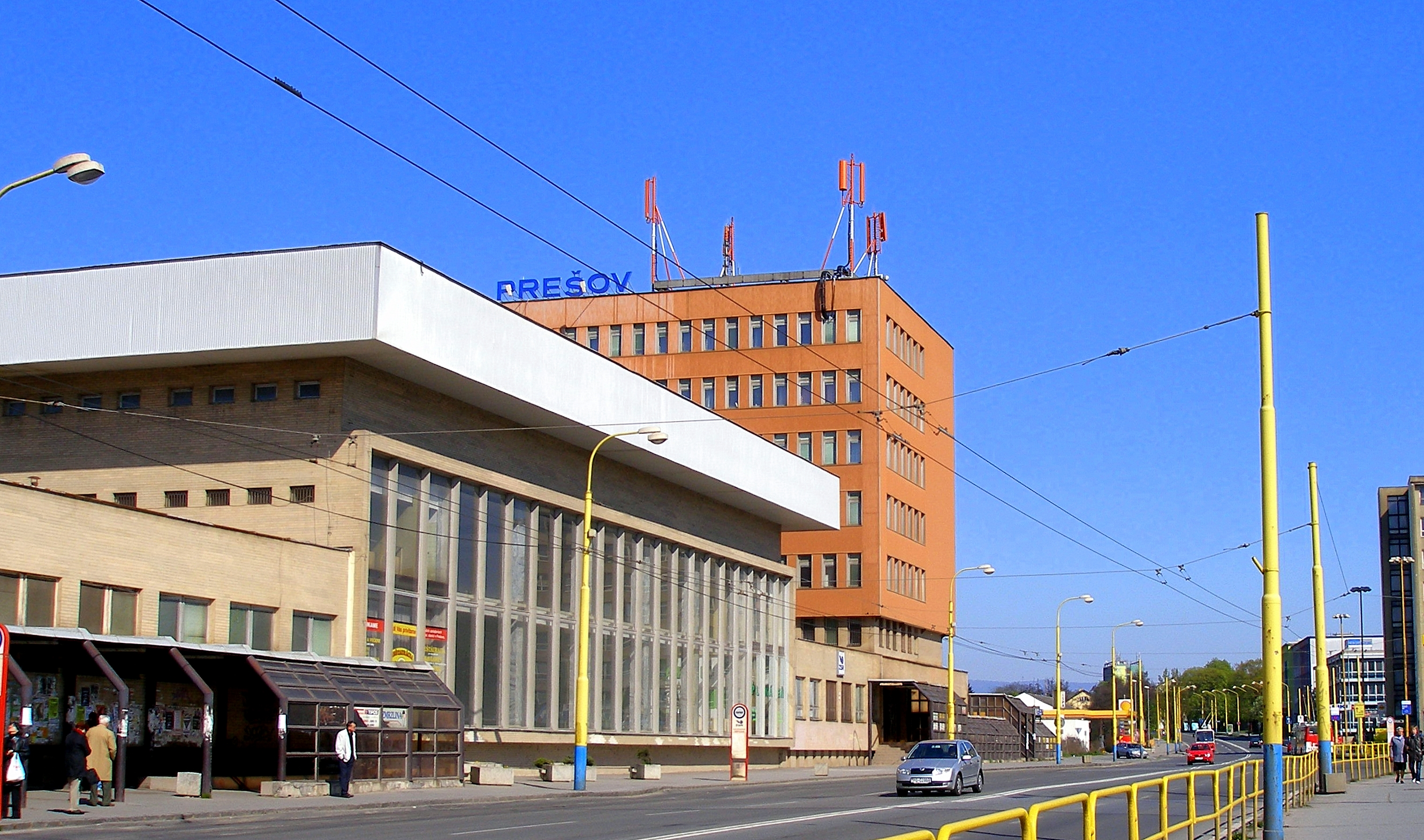
Eperjes
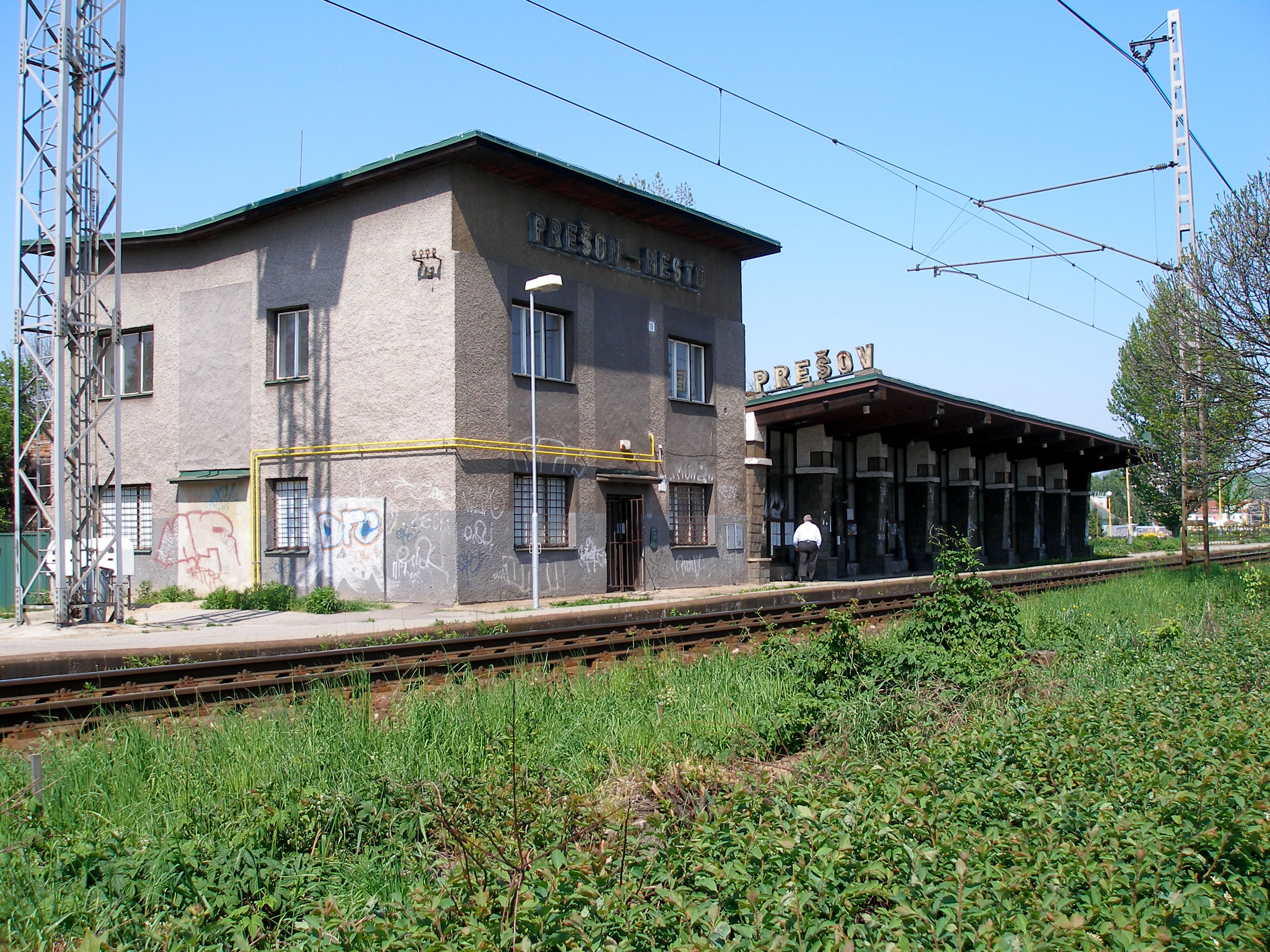
Eperjes város
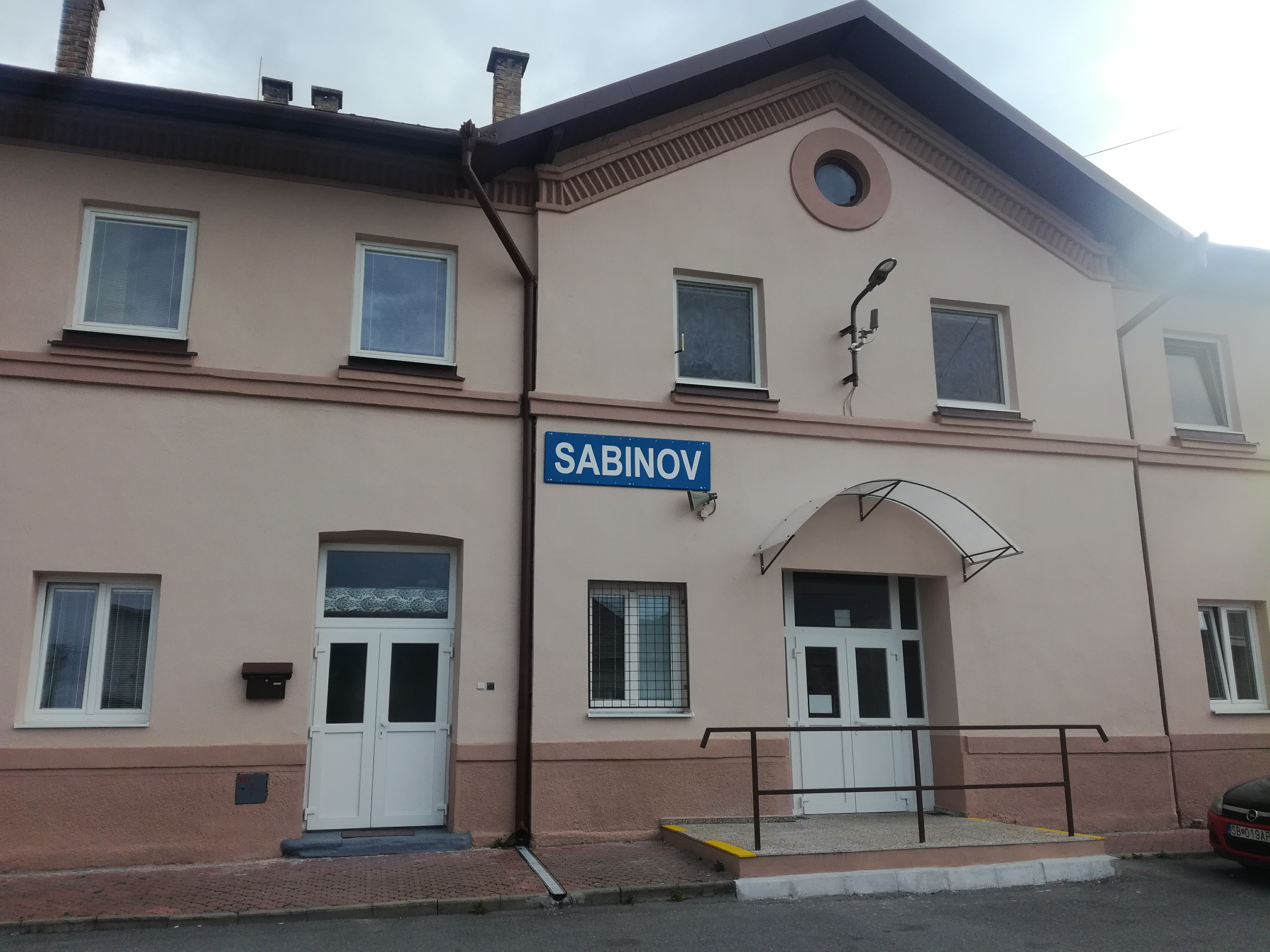
Kisszeben
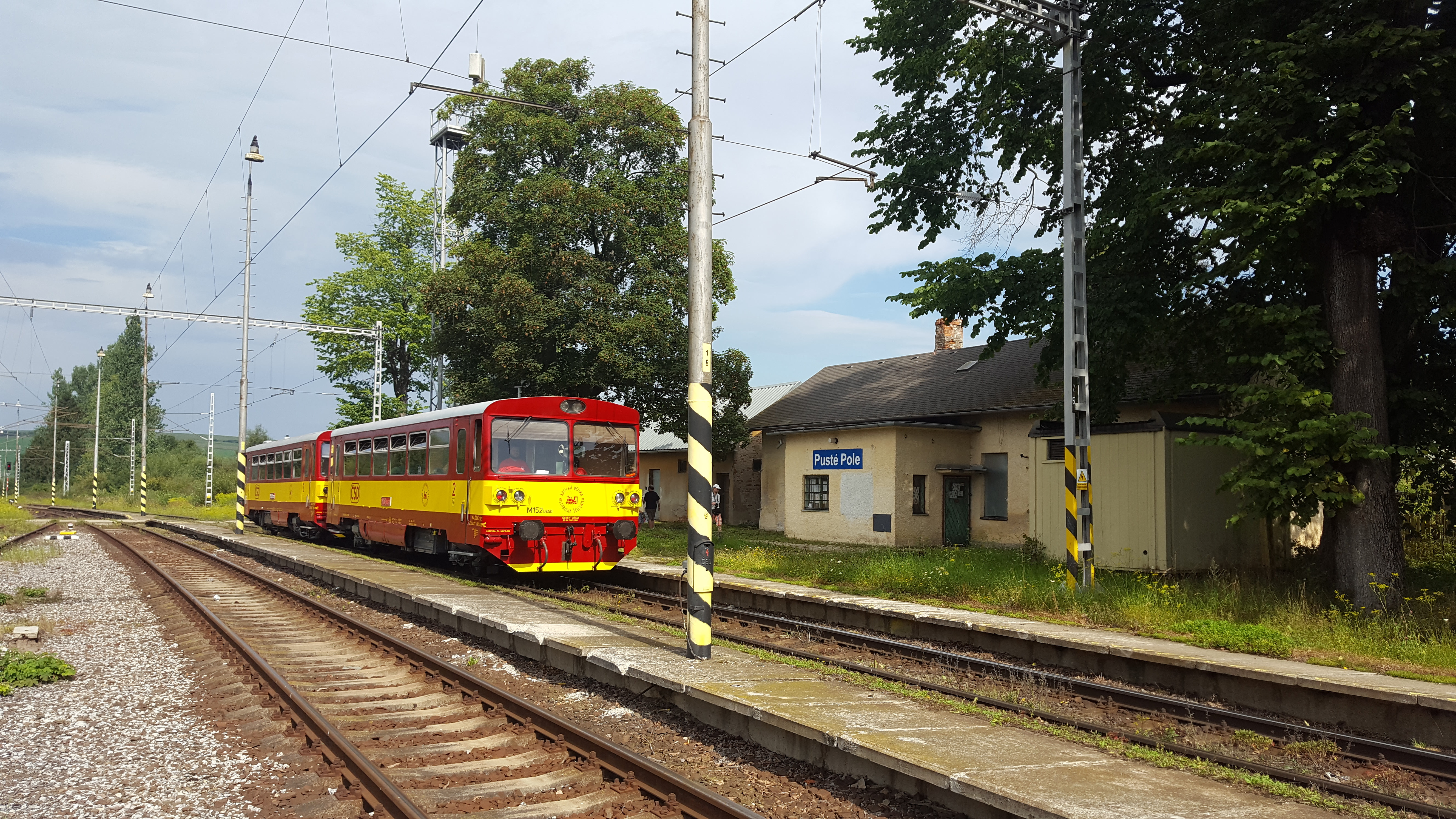
Pusztamező kitérő
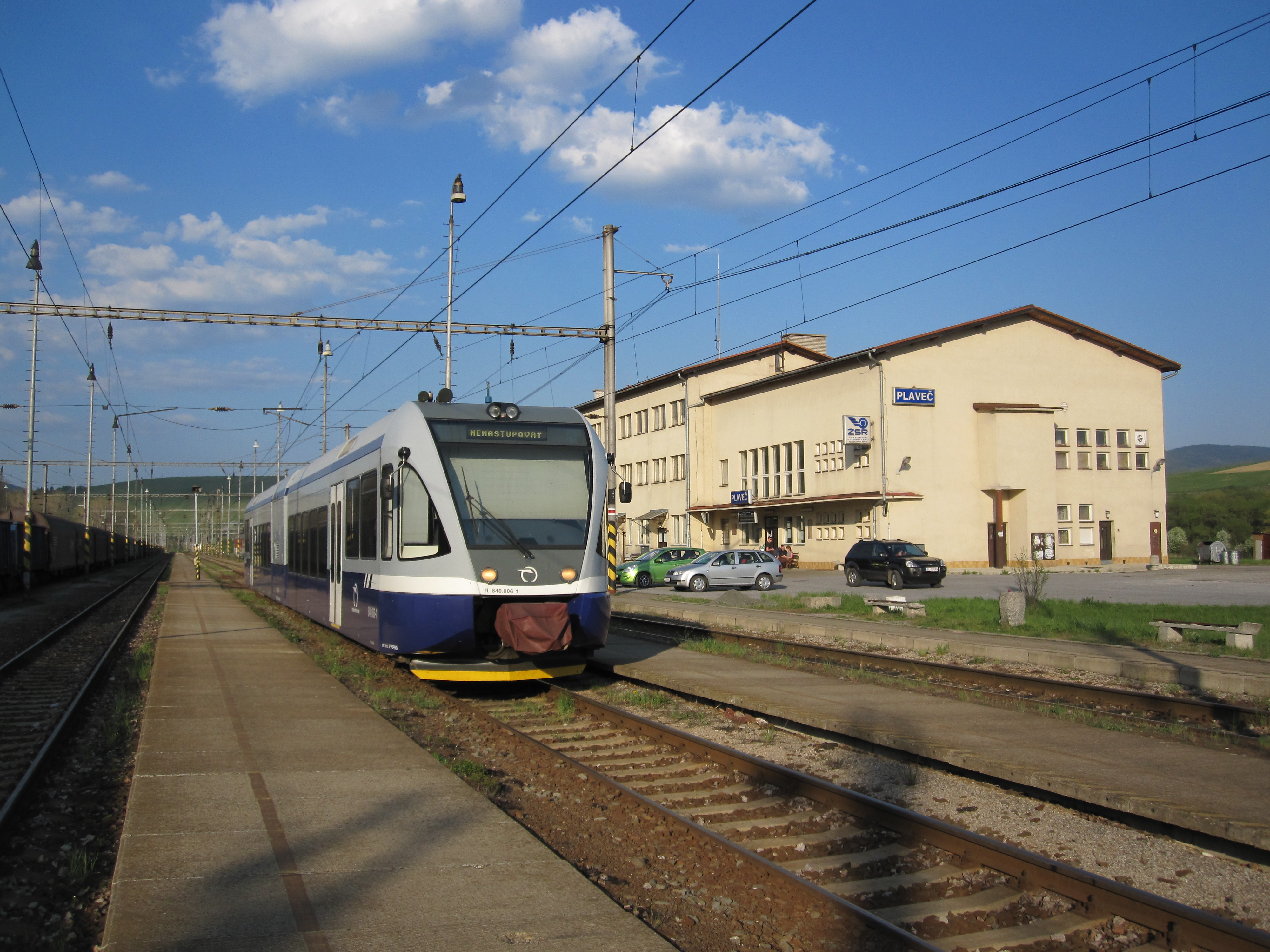
Palocsa
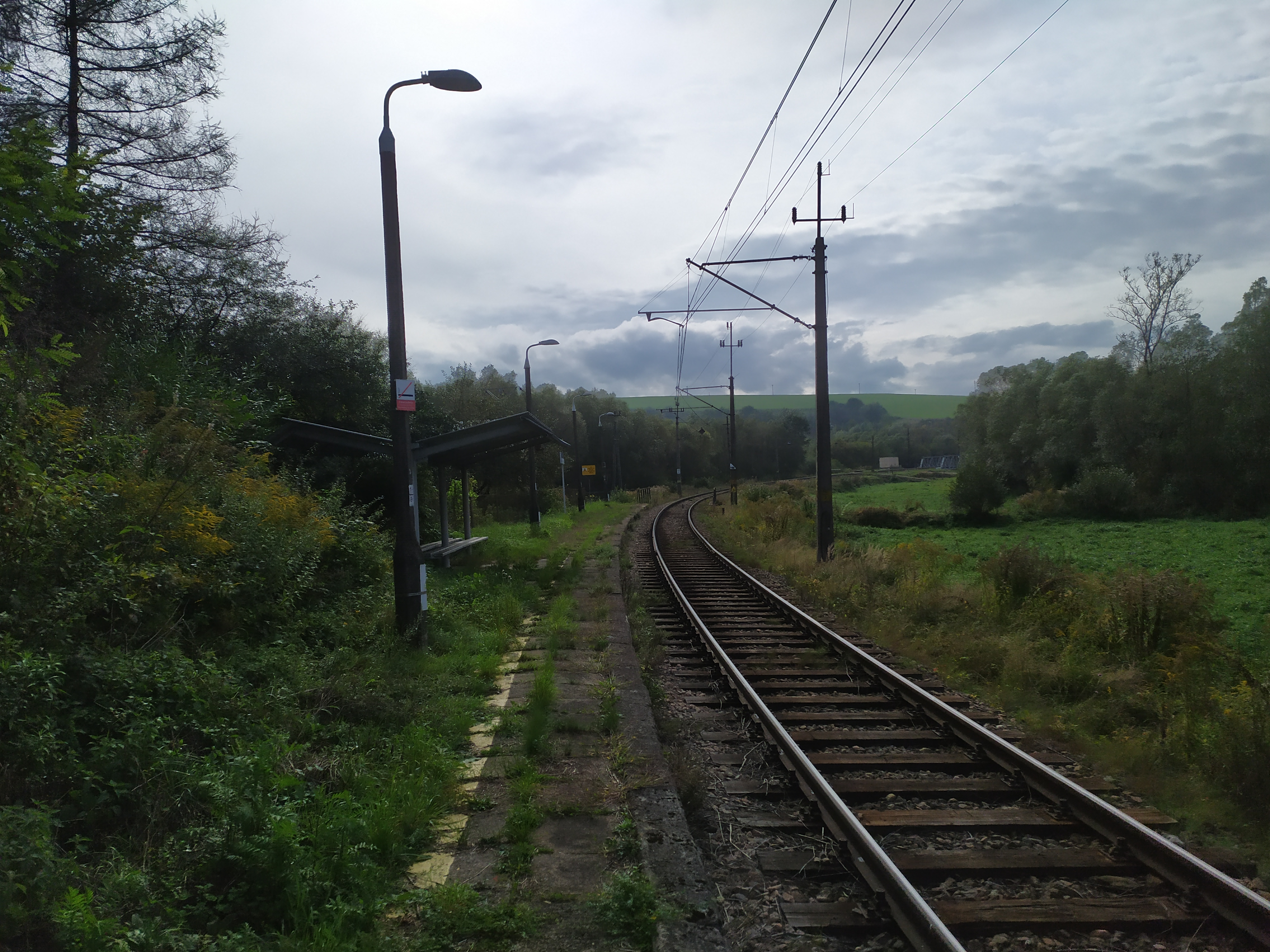
Leluchów
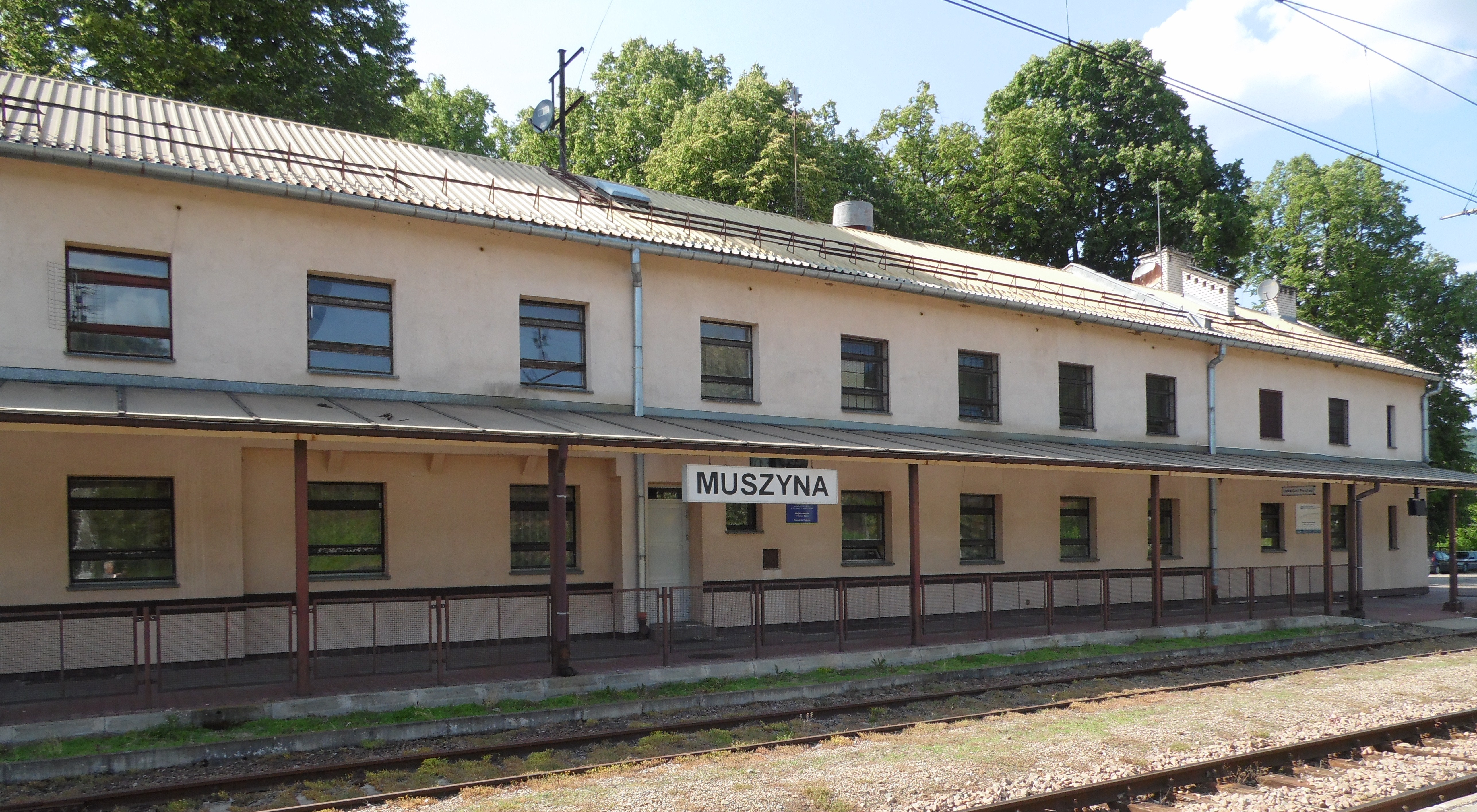
Muszyna

## Fordítás
Ez a szócikk részben vagy egészben  a(z)   Železničná trať Košice – Muszyna című szlovák Wikipédia-szócikk ezen változatának fordításán alapul.  Az eredeti cikk szerkesztőit annak laptörténete sorolja fel. Ez a jelzés csupán a megfogalmazás eredetét és a szerzői jogokat jelzi, nem szolgál a cikkben szereplő információk forrásmegjelöléseként.

## Külső hivatkozások
- 688 Kassa-Abos-Eperjes-Orló – Vasútállomások.hu
- ŽSR 188: Košice - Plaveč - Čirč - Muszyna (PL) – Vlaky.net (szlovákul)